# 스윈들
《스윈들》($windle, Swindle)은 미국에서 제작된 K.C. 바스콤브 감독의 2002년 액션, 스릴러 영화이다. 톰 시즈모어 등이 주연으로 출연하였고 리 폴크너 등이 제작에 참여하였다.

## 출연

### 주연
- 톰 시즈모어
- 쉐릴린 펜
- 데이브 폴리

### 조연
- 콘라드 플라
- 알레인 골렘
- 알란 포셋

## 기타
- Line PD: 마샤 페르난데즈
- 미술: 안드레 챔버랜드
- 배역: 아론 그리피쓰
- 배역: 엘도 타이렐리